# Heinrich Zdik

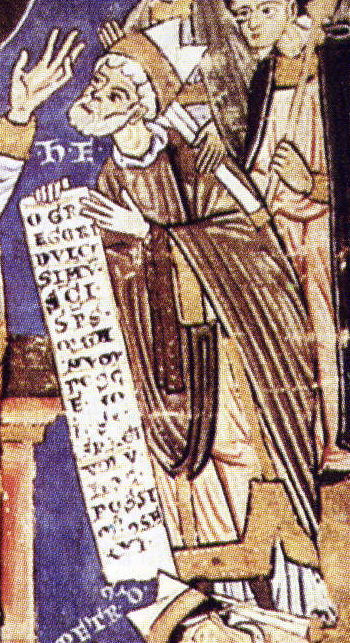
Heinrich Zdik, Widmungsblatt des Horologium Olomucense

Heinrich Zdik (nach der Bischofsliste von Olmütz: Heinrich II. Zdik; tschechisch Jindřich Zdík; * etwa 1080; † 25. Juni 1150) war Bischof von Olmütz.

## Herkunft und Werdegang
Heinrich Zdik soll ein Sohn des Prager Domherren und Geschichtsschreibers Cosmas und dessen Frau Božetěcha gewesen sein. Da der Prager Bischof Daniel I., selbst Sohn des Prager Kanonikers Magnus, als Zdiks Neffe bezeichnet wird, kann die manchmal vermutete Herkunft Zdiks aus der Familie der Přemysliden ausgeschlossen werden. Zdik verfügte über eine umfassende Bildung, die er an der Prager Bischofsschule und wahrscheinlich auch durch Studien an einer ausländischen Kirchenschule erworben hatte. Er gehörte zu den herausragenden, politisch klugen Persönlichkeiten seiner Zeit.
Vermutlich um das Jahr 1120 wurde er zum Priester geweiht. Für das Jahr 1123 ist seine Pilgerreise in das Heilige Land belegt.

### Bischof von Olmütz
Nach dem Tod des Olmützer Bischofs Johannes II. wurde Heinrich Zdik am 23. März 1126 zu dessen Nachfolger gewählt. Im Sommer des Jahres war er in Worms, um dort von König Lothar die Investitur zu erlangen. Die Bischofsweihe erfolgte am 3. Oktober des Jahres durch den Mainzer Metropoliten Adalbert I. Auf dem Rückweg in sein Bistum weihte Zdik die St.-Georgs-Rotunde auf dem Berge Říp.
In Olmütz gründete Zdik ein bedeutendes Skriptorium, in dem liturgische Bücher, theologische und juristische Abhandlungen, Predigten, Briefe u. a. erstellt wurden. Hierfür wurden häufig Vorlagen verwendet, die Zdik von seinen Reisen aus Jerusalem, Deutschland und Italien mitgebracht hatte. Aus den zahlreich vorhandenen bischöflichen Urkunden und Schriftstücken kann Zdiks kirchliches und diplomatisches Wirken gut erschlossen werden. Besonders kostbar ist das von ihm in Auftrag gegebene, reich illuminierte Horologium Olomucense, das auch als „Collectae seu Horae“ oder auch als „Breviarium Bohemicum“ bezeichnet wird. Es ist eine  Sammlung liturgischer Texte, die zum Brevier bzw. Stundengebet gehören.
Während Zdiks Amtszeit erfolgte die Aufteilung der Diözese in sechs Archidiakonate. Die Archidiakone gehörten dem Olmützer Domkapitel an und residierten in landesherrlichen Burgen. Zdik bemühte sich um die moralische und geistige Bildung des Diözesanklerus und vergrößerte die bischöfliche Bibliothek. Außerdem führte er die Gregorianischen Reformen ein und veranlasste die Anlage eines kodifizierten Güterverzeichnisses der mährischen Kirche. Nachdem Zdik in Blansko, das zu den Gütern der mährischen Kirche gehörte, eine Kirche erbauen ließ, kam es zu Streitigkeiten mit dem Brünner Teilfürsten Vratislav.
1137/1138 unternahm Zdik erneut eine Pilgerreise nach Palästina. Dort nahm er für sich die Ordensregel der Augustiner an und bestätigte die Echtheit eines Splitters des Heiligen Kreuzes. 1139 nahm er in Rom am Zweiten Laterankonzil teil, auf dem unter anderem der Zölibat für Priester beschlossen wurde.
Mit einer päpstlichen Erlaubnis vom 31. Januar 1141 unternahm Zdik einen Missionszug gegen die Prußen. Nachdem das Unternehmen erfolglos war, kehrte er bald nach Olmütz zurück. Vermutlich in der zweiten Jahreshälfte 1141 wurde die Olmützer St.-Wenzel-Kathedrale fertiggestellt. Deren unvollendeten Bau hatte Zdik schon 1130 von Svatopluks Sohn Wenzel erhalten und 1131 eingeweiht. Sie wurde nunmehr anstelle der St.-Peters-Kirche als Kathedrale genutzt. Gleichzeitig wurde, mit vorheriger Genehmigung des Mainzer Metropoliten, der Bischofssitz von St. Peter in die Vorburg der St.-Wenzel-Kathedrale verlegt und ein Domkapitel mit zwölf Domherren begründet. Das Kapitel bei St. Peter blieb mit vier Kanonikern bestehen.
Um die Jahreswende 1141/1142 kam es zum Aufstand der mährischen Teilfürsten aus dem Geschlecht der Přemysliden (Otto von Olmütz, Vratislav von Brünn und Konrad II. von Znaim) sowie anderer Adeliger gegen den böhmischen Herzog Vladislav II. Zdik blieb dem Prager Herzog treu und exkommunizierte die Aufständischen. Nachdem er ein Interdikt über seine Diözese verhängte, verließ er sie. Er nahm an der Schlacht am Berg Vysoká in Ostböhmen teil, die für Vladislav zu keinem Erfolg führte. Während sich Vladislav mit seinen Getreuen zum römisch-deutschen König Konrad nach Frankfurt am Main begab, suchte Zdik Hilfe in Bayern. Dort weihte er am 21. und 22. Mai 1142 den Chorraum und zwei Altäre der Klosterkirche des Klosters Windberg, einer Gründung der Grafen von Bogen. Die in diesem Zusammenhang häufig genannte Reise Zdiks nach Steinfeld in der Eifel ist nicht belegt.
Nach dem Sieg über die Aufständischen schloss Vladislav 1144 Mähren endgültig an Böhmen an. Bischof Zdik konnte sicher nach Olmütz zurückkehren. Seine Position war nunmehr gestärkt, da den weltlichen Fürsten und dem mährischen Adel die Herrschaft über die kirchlichen Güter sowie die bischöflichen Untertanen entzogen worden war.
1147 sollte Zdik im päpstlichen Auftrag mit dem Zweiten Kreuzzug nach Palästina gehen, um zusammen mit dem Päpstlichen Legaten die Streitigkeiten zwischen den französischen und deutschen Kreuzfahrern zu schlichten. Außerdem sollte er König Konrad III. bewegen, an den Verhandlungen über die Union der westlichen und östlichen Kirche in Konstantinopel teilzunehmen. Dazu kam es nicht, da Zdik im selben Jahr am sogenannten Wendenkreuzzug mit Albrecht dem Bären und Heinrich dem Löwen gegen die Elbslawen teilnahm.
Heinrich Zdik starb am 25. Juni 1150. Sein Leichnam wurde in der Kirche des von ihm gegründeten Klosters Strahov beigesetzt. Von der Olmützer bischöflichen Residenz, die während seiner Amtszeit errichtet worden war, ist noch heute die nördliche Mauer mit einer Reihe von Fenstern erhalten. Sie sind reich mit romanischen Ornamenten verziert.

## Förderung von Ordensniederlassungen
Heinrich Zdik gilt als Förderer zahlreicher Ordensniederlassungen in Böhmen und Mähren:
- Mit Zustimmung des Herzogs Vladislavs II., des Prager Bischofs Otto und Heinrich Zdiks gründete das Kloster Waldsassen 1142 das erste böhmische Zisterzienserkloster in Sedletz.
- Mit Unterstützung des Herzog Vladislav II. und seiner Gemahlin Gertrud von Babenberg gründete Zdik 1143 das Kloster Strahov, das mit Prämonstratenser-Chorherren aus dem Kloster Steinfeld besiedelt wurde.
- 1145 übertrug Zdik das Benediktinerkloster in Leitomischl den in der Rodungstätigkeit erfahrenen Prämonstratensern.
- Auf Betreiben Zdiks rief der Prager Bischof Daniel I. 1148 Prämonstratenser-Chorherren des Klosters Steinfeld nach Seelau.
- Die von Zdik veranlasste Übertragung des Olmützer Benediktinerklosters Hradisch an den Orden der Prämonstratenser erfolgte erst nach seinem Tod 1151.